# Бошковичи (Лакташи)
Бошковичи — населённый пункт в общине Лакташи, который принадлежит энтитету Республике Сербской, Босния и Герцеговина. По результатам югославской переписи населения 1991 года в Бошковичах проживало 403 человека.

## Население
| 1961                           | 1971 | 1981 | 1991 | - | - | - |
| ------------------------------ | ---- | ---- | ---- | - | - | - |
| 421                            | 417  | 408  | 403  | - | - | - |
| Гистограмма динамики населения |      |      |      |   |   |   |